# Words Get in the Way
Words Get in the Way ist ein Lied von Miami Sound Machine aus dem Jahr 1986, das von Gloria Estefan geschrieben wurde. Es erschien auf dem Album Primitive Love.

## Geschichte
Nach seiner Veröffentlichung am 14. Juni 1986 wurde die Pop-Ballade in den Vereinigten Staaten ein großer Erfolg und erreichte in den Billboard Hot 100 Platz 5, damit wurde das Lied die erfolgreichste Single-Auskoppelung aus dem Album Primitive Love. International war das Lied dagegen nicht erfolgreich und erreichte nur in wenigen Ländern Top-20-Platzierungen.
Im Gegensatz zu den früheren Veröffentlichungen wechselte die Gruppe mit Words Get in the Way ihren Musikstil, statt lateinamerikanischer Tanzmusik enthält das Lied Züge einer Ballade, die sich auch auf späteren Veröffentlichungen wieder finden.
Die Gruppe nahm das Lied später in der spanischsprachigen Version unter dem Titel No Me Vuelvo a Enamorar auf. Diese Version platzierte sich lediglich in den amerikanischen Latin-Charts, dort wurde es zudem die erste Platzierung der Band. Auf den internationalen Pressungen von Primitive Love war auch die spanische Version des Liedes enthalten. Diese Version nahm Estefan auch auf ihren spanischen Kompilationsalbum Exitos de Gloria Estefan.